# Liste der Kulturdenkmale in Rathmannsdorf

Wappen der Gemeinde Rathmannsdorf

Die Liste der Kulturdenkmale in Rathmannsdorf enthält die Kulturdenkmale in Rathmannsdorf.
Die Anmerkungen sind zu beachten.
Diese Liste ist eine Teilliste der Liste der Kulturdenkmale im Landkreis Sächsische Schweiz-Osterzgebirge. 

Diese Liste ist eine Teilliste der Liste der Kulturdenkmale in Sachsen.

## Legende
- Bild: Bild des Kulturdenkmals, ggf. zusätzlich mit einem Link zu weiteren Fotos des Kulturdenkmals im Medienarchiv Wikimedia Commons. Wenn man auf das Kamerasymbol klickt, können Fotos zu Kulturdenkmalen aus dieser Liste hochgeladen werden:
- Bezeichnung: Denkmalgeschützte Objekte und ggf. Bauwerksname des Kulturdenkmals
- Lage: Straßenname und Hausnummer oder Flurstücknummer des Kulturdenkmals. Die Grundsortierung der Liste erfolgt nach dieser Adresse. Der Link (Karte) führt zu verschiedenen Kartendiensten mit der Position des Kulturdenkmals. Fehlt dieser Link, wurden die Koordinaten noch nicht eingetragen. Sind diese bekannt, können sie über ein Tool mit einer Kartenansicht einfach nachgetragen werden. In dieser Kartenansicht sind Kulturdenkmale ohne Koordinaten mit einem roten bzw. orangen Marker dargestellt und können durch Verschieben auf die richtige Position in der Karte mit Koordinaten versehen werden. Kulturdenkmale ohne Bild sind an einem blauen bzw. roten Marker erkennbar.
- Datierung: Baubeginn, Fertigstellung, Datum der Erstnennung oder grobe zeitliche Einordnung entsprechend des Eintrags in der sächsischen Denkmaldatenbank
- Beschreibung: Kurzcharakteristik des Kulturdenkmals entsprechend des Eintrags in der sächsischen Denkmaldatenbank, ggf. ergänzt durch die dort nur selten veröffentlichten Erfassungstexte oder zusätzliche Informationen
- ID: Vom Landesamt für Denkmalpflege Sachsen vergebene, das Kulturdenkmal eindeutig identifizierende Objekt-Nummer. Der Link führt zum PDF-Denkmaldokument des Landesamtes für Denkmalpflege Sachsen. Bei ehemaligen Kulturdenkmalen können die Objektnummern unbekannt sein und deshalb fehlen bzw. die Links von aus der Datenbank entfernten Objektnummern ins Leere führen. Ein ggf. vorhandenes Icon  führt zu den Angaben des Kulturdenkmals bei Wikidata.

## Rathmannsdorf
| Bild                                    | Bezeichnung | Lage                                | Datierung                     | Beschreibung | ID       |
| --------------------------------------- | --- | ----------------------------------- | ----------------------------- | --- | -------- |
|                                         | Sachgesamtheitsbestandteil der Sachgesamtheit Eisenbahnstrecke Bad Schandau–Sebnitz–Neustadt i. Sa. mit mehreren Einzeldenkmalen sowie die Trasse als Sachgesamtheitsteil     | (Karte)                             | um 1880                       | Sachgesamtheitsbestandteil der Sachgesamtheit Eisenbahnstrecke Bad Schandau–Sebnitz–Neustadt i. Sa. mit folgenden Einzeldenkmalen: zwei Eisenbahnbrücken (Einzeldenkmal ID-Nr. 09221361 und 09221406) und Bahnwärterhaus mit Nebengebäude (Einzeldenkmal ID-Nr. 09221367), Eisenbahntunnel (Einzeldenkmal ID-Nr. 09224230) und Eisenbahnbrücke über den Lachsbach (Einzeldenkmal ID-Nr. 09224229) sowie die Trasse als Sachgesamtheitsteil – eisenbahngeschichtlich von Bedeutung. | 09302093 |
|                                         | Eisenbahnbrücke (Einzeldenkmal zu ID-Nr. 09302093) | (Karte)                             | 1870er Jahre                  | Einzeldenkmal der Sachgesamtheit Eisenbahnstrecke Bad Schandau–Sebnitz–Neustadt i. Sa.: Eisenbahnbrücke – baugeschichtlich, eisenbahngeschichtlich und technikgeschichtlich von Bedeutung. Stahlblech-Vollwandträger, gelagert auf Sandsteinstützen, die gesamte Konstruktion wird mit Nieten zusammen gehalten, auf die Vollwandbleche sind Winkel als Beulstreifen zur Versteifung aufgenietet, lichte Weite 15 m, lichte Höhe 3 m. | 09221361 |
| Direkt Bild zu diesem Denkmal hochladen | Sandsteinquader-Bogenbrücke (Rundbogen) über die Sebnitz, mit Stützmauern (Einzeldenkmal zu ID-Nr. 09302093)                                                                  | (Karte)                             | 1877                          | Einzeldenkmal der Sachgesamtheit Eisenbahnstrecke Bad Schandau–Sebnitz–Neustadt i. Sa.: Sandsteinquader-Bogenbrücke (Rundbogen) über die Sebnitz, mit Stützmauern – baugeschichtlich, eisenbahngeschichtlich und technikgeschichtlich von Bedeutung. | 09221406 |
| Direkt Bild zu diesem Denkmal hochladen | Wegestein | Altendorfer Straße 23 (bei) (Karte) | bez. 1833                     | verkehrsgeschichtlich von Bedeutung. | 09224821 |
| Direkt Bild zu diesem Denkmal hochladen | Wohnhaus | Am Niederdorf 7 (Karte)             | Anfang 19. Jh.                | Obergeschoss Fachwerk verbrettert und verkleidet, in den Felsen gebaut, baugeschichtlich von Bedeutung. | 09224403 |
|                                         | Bahnwärterhaus mit Nebengebäude (Einzeldenkmale zu ID-Nr. 09302093) | Am Sebnitzbach 2 (Karte)            | 1870er Jahre                  | Einzeldenkmale der Sachgesamtheit Eisenbahnstrecke Bad Schandau–Sebnitz–Neustadt i. Sa.: Bahnwärterhaus mit Nebengebäude – baugeschichtlich und eisenbahngeschichtlich von Bedeutung. Anderthalb-geschossiger Putzbau im Schweizerstil. | 09221367 |
|                                         | Sachgesamtheitsbestandteil der Sachgesamtheit Eisenbahnstrecke Bad Schandau–Sebnitz–Neustadt i. Sa. mit mehreren Einzeldenkmalen sowie die Trasse als Sachgesamtheitsteil     | Am Sebnitzbach 2 (Karte)            | um 1880                       | Sachgesamtheitsbestandteil der Sachgesamtheit Eisenbahnstrecke Bad Schandau–Sebnitz–Neustadt i. Sa. mit folgenden Einzeldenkmalen: zwei Eisenbahnbrücken (Einzeldenkmal ID-Nr. 09221361 und 09221406) und Bahnwärterhaus mit Nebengebäude (Einzeldenkmal ID-Nr. 09221367), Eisenbahntunnel (Einzeldenkmal ID-Nr. 09224230) und Eisenbahnbrücke über den Lachsbach (Einzeldenkmal ID-Nr. 09224229) sowie die Trasse als Sachgesamtheitsteil – eisenbahngeschichtlich von Bedeutung. | 09302093 |
| Direkt Bild zu diesem Denkmal hochladen | Müllerwappen | Am Sebnitzbach 4 (vor) (Karte)      | 19. Jh.                       | Sandsteinblock mit flachem Relief, von heimatgeschichtlicher Bedeutung. Vor der Ochelmühle aufgestellt, Mühle kein Denkmal. | 09223770 |
| Direkt Bild zu diesem Denkmal hochladen | Wohnhaus | Bergstraße 9 (Karte)                | Anfang 19. Jh.                | Fachwerk über beide Geschosse, Giebel verbrettert, Satteldach mit zwei Fledermausgaupen, baugeschichtlich und straßenbildprägend von Bedeutung. Biberschwanzdeckung. | 09224401 |
| Direkt Bild zu diesem Denkmal hochladen | Villa | Bergstraße 12 (Karte)               | bez. 1924                     | zeittypischer Putzbau mit Krüppelwalmdach, baugeschichtlich von Bedeutung. Typische Fenstersprossung. | 09224402 |
| Direkt Bild zu diesem Denkmal hochladen | Wohnhaus in offener Bebauung | Bergstraße 16 (Karte)               | bez. 1898                     | Putzbau mit Türbekrönung, baugeschichtlich von Bedeutung. Traufgesims Zahnschnitt. | 09224410 |
| Direkt Bild zu diesem Denkmal hochladen | Wohnhaus und Nebengebäude | Bergstraße 18 (Karte)               | Mitte 19. Jh.                 | Wohnhaus Obergeschoss Fachwerk verbrettert, Nebengebäude verbrettert, baugeschichtlich von Bedeutung. Typische Fensterblendrahmen. | 09224409 |
| Direkt Bild zu diesem Denkmal hochladen | Leierbrunnen | Dorfplatz (Karte)                   | 19. Jh.                       | abgedeckter Brunnenschacht, darüber hölzerne Ziehvorrichtung mit Trog, sozialgeschichtlich von Bedeutung. | 09224513 |
| Direkt Bild zu diesem Denkmal hochladen | Wohnstallhaus | Dorfplatz 6 (Karte)                 | um 1800                       | Obergeschoss Fachwerk, Giebel verbrettert, Korbbogentür mit Schlussstein, baugeschichtlich von Bedeutung. | 09224407 |
| Direkt Bild zu diesem Denkmal hochladen | Wohnstallhaus | Dorfplatz 8 (Karte)                 | bez. 1795                     | Obergeschoss Fachwerk verbrettert, Korbbogentür mit Schlussstein, baugeschichtlich von Bedeutung. | 09224408 |
| Direkt Bild zu diesem Denkmal hochladen | Wohnhaus | Dorfplatz 9 (Karte)                 | 1. Hälfte 19. Jh.             | Obergeschoss Fachwerk, erste Schule, baugeschichtlich und ortsgeschichtlich von Bedeutung. | 09224405 |
| Direkt Bild zu diesem Denkmal hochladen | Wohnstallhaus (Umgebinde) | Dorfplatz 12 (Karte)                | bez. 1793                     | Obergeschoss Fachwerk, Giebel verbrettert, baugeschichtlich von Bedeutung. Wohnstallhaus: Korbbogentür im Schlussstein bezeichnet. | 09224412 |
| Direkt Bild zu diesem Denkmal hochladen | Wohnhaus | Dorfplatz 13 (Karte)                | Mitte 19. Jh.                 | Obergeschoss Fachwerk, Giebel verbrettert, baugeschichtlich von Bedeutung. Schieferdeckung. | 09224404 |
|                                         | Sachgesamtheitsbestandteil der Sachgesamtheit Eisenbahnstrecke Bad Schandau – Sebnitz – Neustadt i. Sa. mit mehreren Einzeldenkmalen sowie die Trasse als Sachgesamtheitsteil | Hohnsteiner Straße (Karte)          | um 1880                       | Sachgesamtheitsbestandteil der Sachgesamtheit Eisenbahnstrecke Bad Schandau – Sebnitz – Neustadt i. Sa. mit folgenden Einzeldenkmalen: zwei Eisenbahnbrücken (Einzeldenkmal ID-Nr. 09221361 und 09221406) und Bahnwärterhaus mit Nebengebäude (Einzeldenkmal ID-Nr. 09221367), Eisenbahntunnel (Einzeldenkmal ID-Nr. 09224230) und Eisenbahnbrücke über den Lachsbach (Einzeldenkmal ID-Nr. 09224229) sowie die Trasse als Sachgesamtheitsteil – eisenbahngeschichtlich von Bedeutung. | 09302093 |
|                                         | Eisenbahnbrücke (Einzeldenkmal zu ID-Nr. 09302093) | Hohnsteiner Straße (Karte)          | 1870er Jahre                  | Einzeldenkmal der Sachgesamtheit Eisenbahnstrecke Bad Schandau–Sebnitz–Neustadt i. Sa.: Eisenbahnbrücke über den Lachsbach – baugeschichtlich, eisenbahngeschichtlich und technikgeschichtlich von Bedeutung. | 09224229 |
|                                         | Mühlhorntunnel (Einzeldenkmal zu ID-Nr. 09302093) | Hohnsteiner Straße (Karte)          | 1876                          | Einzeldenkmal der Sachgesamtheit Eisenbahnstrecke Bad Schandau–Sebnitz–Neustadt i. Sa.: Eisenbahntunnel – baugeschichtlich, eisenbahngeschichtlich und technikgeschichtlich von Bedeutung. Mit 377 m der längste Tunnel der Strecke, Halterungen der Telegrafen- und Elektroleitungen noch vorhanden. | 09224230 |
| Direkt Bild zu diesem Denkmal hochladen | Fabrikantenvilla | Hohnsteiner Straße 13 (Karte)       | 1890er Jahre                  | repräsentativer Putzbau mit Mansarddach, Akzentuierung der Fassade durch Balkon und Portalrahmung, baugeschichtlich und ortsgeschichtlich von Bedeutung. Zweigeschossiger Putzbau, straßenseitiger Seitenrisalit, rückseitig Mittelrisalit mit halbrunden Vorbau und Altan, schmiedeeiserner Balkone. | 09224219 |
| Direkt Bild zu diesem Denkmal hochladen | Wohnhaus | Hohnsteiner Straße 31 (Karte)       | 1. Hälfte 19. Jh.             | Obergeschoss Fachwerk, Giebel verbrettert, baugeschichtlich von Bedeutung, mit Anbau. | 09224226 |
| Direkt Bild zu diesem Denkmal hochladen | Fabrikantenvilla | Hohnsteiner Straße 38 (Karte)       | 1905                          | Fabrikantenvilla, dazu Gartenhaus und Einfriedung mit Torpfeilern und schmiedeeisernem Tor – repräsentativer Putzbau mit ornamentaler Fensterbekrönung im Erdgeschoss, Drempel mit Konsolsteinen, baugeschichtlich und ortsgeschichtlich von Bedeutung. | 09224220 |
| Direkt Bild zu diesem Denkmal hochladen | Gasthof über winkligem Grundriss mit späterem Saalanbau | Hohnsteiner Straße 47 (Karte)       | bez. 1785                     | Obergeschoss Fachwerk, zum Teil verputzt, zum Teil Sichtfachwerk, Korbbogentür im Hauptbau mit Schlussstein, bezeichnet, baugeschichtlich und ortsgeschichtlich von Bedeutung. Rechtwinklig anschließendes Nebengebäude: Giebelseite verbrettert, Krüppelwalmdach. | 09224221 |
| Direkt Bild zu diesem Denkmal hochladen | Wohnhaus | Hohnsteiner Straße 54 (Karte)       | 1. Hälfte 19. Jh.             | Obergeschoss Fachwerk, Giebel zum Teil verbrettert, baugeschichtlich von Bedeutung. | 09224224 |
| Direkt Bild zu diesem Denkmal hochladen | Wohnhaus | Hohnsteiner Straße 56 (Karte)       | 1. Hälfte 19. Jh., Kern älter | Obergeschoss Fachwerk, Drempel verbrettert, baugeschichtlich von Bedeutung. | 09224223 |
| Direkt Bild zu diesem Denkmal hochladen | Wohnhaus | Hohnsteiner Straße 62 (Karte)       | 1. Hälfte 19. Jh.             | Obergeschoss Fachwerk, Giebel verschiefert, Satteldach mit zwei Fledermausgaupen, baugeschichtlich von Bedeutung. | 09224222 |
| Direkt Bild zu diesem Denkmal hochladen | Wohnstallhaus und Scheune eine Bauernhofes | Pestalozzistraße 10 (Karte)         | 1. Hälfte 19. Jh.             | Wohnstallhaus Obergeschoss Fachwerk, zum Teil verkleidet, Scheune verbrettert, baugeschichtlich und wirtschaftsgeschichtlich von Bedeutung. | 09224411 |
|                                         | Wegestein | Pestalozzistraße 11 (bei) (Karte)   | bez. 1833                     | verkehrsgeschichtlich von Bedeutung. | 09222431 |
|                                         | Denkmal für die Gefallenen des Ersten Weltkrieges | Pestalozzistraße 11 (neben) (Karte) | nach 1918 (Kriegerdenkmal)    | Sandsteintafel mit Aufsatz mit Eisernem Kreuz, ortsgeschichtlich von Bedeutung. | 09224418 |
| Direkt Bild zu diesem Denkmal hochladen | Wohnstallhaus eines Dreiseithofes | Pestalozzistraße 15 (Karte)         | bez. 1790                     | Obergeschoss Fachwerk verkleidet, mit Gewölbehalle im Erdgeschoss und zwei schönen Sandsteinportalen, baugeschichtlich von Bedeutung. Wohnstallhaus: Korbbogenportal im Schlussstein bezeichnet 1790, ein zweites Korbbogenportal führt in die Haushalle mit Sandsteinpfeiler und Gewölben, laut Auskunft brannte der alte Hof Richter im Ortskern ab und der Neubau erfolgte auf dem Feld an der Feldscheune, die somit älter sein könnte als das Wohnstallhaus, Fachwerk im Obergeschoss original erhalten vgl. dazu die Fensteröffnungen, Krüppelwalmdach, Stallgebäude von 1946 oder 1949 unter Verwendung auch einiger alter Steine (Sockel) wurde wohl etwas nach hinten versetzt um einen größeren Hof zu erhalten, Pflasterung im Hof. | 09224416 |
| Direkt Bild zu diesem Denkmal hochladen | Wohnstallhaus, Seitengebäude und Scheune eines Dreiseithofes | Pestalozzistraße 17 (Karte)         | um 1800                       | Wohnstallhaus Obergeschoss Fachwerk, Seitengebäude mit Durchfahrt, Scheune mit Durchfahrt, baugeschichtlich und wirtschaftsgeschichtlich von Bedeutung. Wohnstallhaus: Korbbogentür mit Schlussstein. Teichanlage vor dem Hof. | 09224417 |
| Direkt Bild zu diesem Denkmal hochladen | Haus Sonnenburg | Pestalozzistraße 19 (Karte)         | um 1910                       | Wohnhaus, Nebengebäude, Gartenpavillon und Einfriedung – villenartiges Wohnhaus im Reformstil der Zeit um 1910, Werksteinsockel, herabgezogenes Walmdach über dem Erdgeschoss, darüber Fachwerkgeschoss, Walmdach mit Zwerchhaus, baugeschichtlich von Bedeutung. | 09224632 |
| Direkt Bild zu diesem Denkmal hochladen | Alte Schule | Pestalozzistraße 20 (Karte)         | bez. 1886                     | Putzbau mit flachem Mittelrisalit, baugeschichtlich und ortsgeschichtlich von Bedeutung. Fenstersprossung. | 09224415 |

## Wendischfähre
| Bild                                    | Bezeichnung | Lage                             | Datierung              | Beschreibung | ID       |
| --------------------------------------- | --- | -------------------------------- | ---------------------- | --- | -------- |
|                                         | Sachgesamtheitsbestandteil der Sachgesamtheit Eisenbahnstrecke Bad Schandau–Sebnitz–Neustadt i. Sa. mit mehreren Einzeldenkmalen sowie die Trasse als Sachgesamtheitsteil | (Karte)                          | um 1880                | Sachgesamtheitsbestandteil der Sachgesamtheit Eisenbahnstrecke Bad Schandau–Sebnitz–Neustadt i. Sa. mit folgenden Einzeldenkmalen: vier Brückenpfeiler (Einzeldenkmal ID-Nr. 09221384), Empfangsgebäude, Inselbahnsteig und Güterschuppen (Einzeldenkmal ID-Nr. 09224218) sowie die Trasse als Sachgesamtheitsteil – eisenbahngeschichtlich von Bedeutung. Empfangsgebäude mir erhaltener Putzgliederung, zweigeschossig mit Drempel, Einflüsse des Schweizerstils (Dachüberstand). | 09302095 |
| Weitere Bilder                          | Alte Elbbrücke – vier Brückenpfeiler (Einzeldenkmale zu ID-Nr. 09302095)                                                                                                  | (Karte)                          | 1877                   | Einzeldenkmale der Sachgesamtheit Eisenbahnstrecke Bad Schandau–Sebnitz–Neustadt i. Sa.: Vier Brückenpfeiler – baugeschichtlich, eisenbahngeschichtlich und technikgeschichtlich von Bedeutung. Die zippenbekrönten Pfeiler sind das Relikt der alten Elbbrücke, die in den 1970er Jahren ersetzt wurde. | 09221384 |
| Direkt Bild zu diesem Denkmal hochladen | Wohnhaus | Am Dörfel 2 (Karte)              | Anfang 19. Jh.         | Obergeschoss Fachwerk verbrettert, baugeschichtlich von Bedeutung. | 09224201 |
| Direkt Bild zu diesem Denkmal hochladen | Wohnhaus | Am Dörfel 3 (Karte)              | Tür bez. 1877          | Obergeschoss Fachwerk, zum Teil verbrettert, baugeschichtlich von Bedeutung. | 09224200 |
| Direkt Bild zu diesem Denkmal hochladen | Altes Fährhaus | Am Dörfel 5 (Karte)              | um 1750                | Wohnhaus – Obergeschoss Fachwerk verbrettert, baugeschichtlich von Bedeutung. | 09224202 |
| Direkt Bild zu diesem Denkmal hochladen | Wohnhaus | Am Dörfel 7 (Karte)              | Anfang 19. Jh.         | Obergeschoss Fachwerk verbrettert, baugeschichtlich von Bedeutung. Hoher Sandsteinsockel. | 09224203 |
| Direkt Bild zu diesem Denkmal hochladen | Wohnhaus (ehem. Umgebinde) | Am Dörfel 9 (Karte)              | wahrscheinlich 18. Jh. | Obergeschoss Fachwerk verputzt, baugeschichtlich von Bedeutung. | 08975862 |
| Direkt Bild zu diesem Denkmal hochladen | Wohnhaus | Am Ring 2 (Karte)                | Mitte 19. Jh.          | Obergeschoss Fachwerk, baugeschichtlich von Bedeutung. | 09224206 |
| Direkt Bild zu diesem Denkmal hochladen | Mietshaus in offener Bebauung | Am Ring 3 (Karte)                | 1890er Jahre           | Klinkerbau mit Ziergiebel, baugeschichtlich und städtebaulich von Bedeutung. | 09224207 |
| Direkt Bild zu diesem Denkmal hochladen | Gasthof »Zur Brücke« | Am Ring 6 (Karte)                | Ende 19. Jh.           | Gasthaus mit mehrteiligem Gaststättengebäude und rückwärtigem Seitengebäude – späthistoristischer Putzbau, Seitengebäude Obergeschoss Fachwerk verbrettert, baugeschichtlich, ortsgeschichtlich und straßenbildprägend von Bedeutung. | 09224205 |
| Direkt Bild zu diesem Denkmal hochladen | Zollhaus Wendischfähre | Am Ring 7 (Karte)                | 2. Drittel 19. Jh.     | kleiner Putzbau mit Lisenengliederung und Wappenschild in der Fassade, flaches Satteldach, baugeschichtlich und ortsgeschichtlich von Bedeutung. Segmentbogenfenster. | 09224214 |
| Direkt Bild zu diesem Denkmal hochladen | Mietshaus in offener Bebauung | Am Ring 8 (Karte)                | 1890er Jahre           | Klinkerbau mit flachem Mittelrisalit, aufwändiger Fassadenschmuck, baugeschichtlich und städtebaulich von Bedeutung. Sandsteinornamente. | 09224204 |
| Direkt Bild zu diesem Denkmal hochladen | Villa und Einfriedung | Elbstraße 7 (Karte)              | Ende 19. Jh.           | späthistoristischer Putzbau mit verglaster Veranda, baugeschichtlich und straßenbildprägend von Bedeutung. Veranda mit Farbglasfenster, Biberschwänze, schöne Firstziegel. | 09224196 |
| Direkt Bild zu diesem Denkmal hochladen | Wohnhaus in offener Bebauung | Gartenstraße 1 (Karte)           | Ende 19. Jh.           | späthistoristischer Putzbau mit flachem Mittelrisalit, drei Dachhäuschen, baugeschichtlich von Bedeutung. Konsolen. | 09224209 |
| Direkt Bild zu diesem Denkmal hochladen | Wohnhaus | Gartenstraße 15 (Karte)          | um 1930                | Obergeschoss Fachwerk verbrettert, Walmdach, Beispiel der jüngeren ländlichen Bauweise, baugeschichtlich von Bedeutung. Fensterläden, Hechtgauben. | 09224211 |
| Direkt Bild zu diesem Denkmal hochladen | Mietshaus in offener Bebauung | Hohnsteiner Straße 1 (Karte)     | 1890er Jahre           | Putzbau mit abgeflachter Ecke, dort Akzentuierung durch zwei Balkons, Rundbogenfries unter dem Traufgesims, Putzgliederung im Erdgeschoss, baugeschichtlich und städtebaulich von Bedeutung. Putzquaderung. | 09224208 |
| Direkt Bild zu diesem Denkmal hochladen | Wohnhaus in offener Bebauung | Hohnsteiner Straße 7 (Karte)     | Ende 19. Jh.           | schlichter Putzbau mit Satteldach und Dachhäuschen, baugeschichtlich von Bedeutung. Alte Fenstersprossung, Zwerchhaus. | 09224217 |
| Direkt Bild zu diesem Denkmal hochladen | Wohnhaus | Hohnsteiner Straße 8 (Karte)     | um 1900                | Putzbau mit übergiebeltem Mittelrisalit, mit Eckbalkon und -loggia, baugeschichtlich von Bedeutung. | 09224215 |
|                                         | Bahnhof Rathmannsdorf (Einzeldenkmale zu ID-Nr. 09302095) | Hohnsteiner Straße 9; 11 (Karte) | um 1900                | Einzeldenkmale der Sachgesamtheit Eisenbahnstrecke Bad Schandau–Sebnitz–Neustadt i. Sa.: Empfangsgebäude, Inselbahnsteig und Nebengebäude – baugeschichtlich, eisenbahngeschichtlich und technikgeschichtlich von Bedeutung. Empfangsgebäude mit erhaltener Putzgliederung, zweigeschossig mit Drempel, Einflüsse des Schweizerstils (Dachüberstand). | 09224218 |
| Direkt Bild zu diesem Denkmal hochladen | Wohnhaus | Hohnsteiner Straße 10 (Karte)    | um 1900                | Putzbau mit übergiebeltem Mittelrisalit, baugeschichtlich von Bedeutung. | 09224216 |
| Direkt Bild zu diesem Denkmal hochladen | Wohnhaus in offener Bebauung | Schulberg 2 (Karte)              | Ende 19. Jh.           | späthistoristischer Putzbau mit offener Veranda und Balkon, baugeschichtlich von Bedeutung. Wintergarten mit Balkon. | 09224213 |
| Direkt Bild zu diesem Denkmal hochladen | Alte Schule | Schulberg 8 (Karte)              | bez. 1888              | Putzbau, Ecktürmchen mit Uhr und Schulglocke, baugeschichtlich und ortsgeschichtlich von Bedeutung. | 09224212 |

## Ausführliche Denkmaltexte
1. ↑  Denkmaltext: Eisenbahnbrücke (1870er Jahre), Stahlblech-Vollwandträger, gelagert auf Sandsteinstützen, die gesamte Konstruktion wird mit Nieten zusammen gehalten, auf die Vollwandbleche sind Winkel als Beulstreifen zur Versteifung aufgenietet, lichte Weite 15 m, lichte Höhe 3 m. Bestandteil der wegen ihrer Ingenieurskunst bemerkenswerten Eisenbahnstrecke Bad Schandau–Sebnitz–Neustadt (Sachgesamtheit), baugeschichtlich, eisenbahngeschichtlich und technikgeschichtlich von Bedeutung (LfD/2012).
2. ↑  Denkmaltext: Sandsteinquader-Bogenbrücke (1877) über die Sebnitz, Rundbogenbrücke mit Stützmauern. Bestandteil der wegen ihrer Ingenieurskunst bemerkenswerten Eisenbahnstrecke Bad Schandau–Sebnitz–Neustadt (Sachgesamtheit), baugeschichtlich, eisenbahngeschichtlich und technikgeschichtlich von Bedeutung (LfD/2012).
3. ↑  Denkmaltext: Bahnwärterhaus mit Nebengebäude (1870er Jahre), anderthalbgeschossiger Putzbau im Schweizerstil. Bestandteil der wegen ihrer Ingenieurskunst bemerkenswerten Eisenbahnstrecke Bad Schandau – Sebnitz – Neustadt (Sachgesamtheit), baugeschichtlich, eisenbahngeschichtlich und technikgeschichtlich von Bedeutung (LfD/2012).
4. ↑  Eisenbahnbrücke über den Lachsbach (1870er Jahre): Sandsteinbogen, lichte Weite 12 m, lichte Höhe 7 m, Länge der Unterführung 4,5 m. Bestandteil der wegen ihrer Ingenieurskunst bemerkenswerten Eisenbahnstrecke Bad Schandau – Sebnitz – Neustadt (Sachgesamtheit), baugeschichtlich, eisenbahngeschichtlich und technikgeschichtlich von Bedeutung (LfD/2012).